# Volynova
Volynova är en kulle i Antarktis. Den ligger i Östantarktis. Australien gör anspråk på området. Toppen på Volynova är 1 709 meter över havet.
Terrängen runt Volynova är kuperad österut, men västerut är den bergig. Trakten är obefolkad. Det finns inga samhällen i närheten. 